# Томмі Оур
Томмі Оур (англ. Thomas Oar, нар. 10 грудня 1991, Голд-Кост) — австралійський футболіст, фланговий півзахисник, нападник «Утрехта» та національної збірної Австралії.

## Клубна кар'єра
Народився 10 грудня 1991 року в місті Голд-Кост. Молодіжна кар'єра Томмі почалася 2006 року, у футбольній академії клубу «Палм Біч». Протягом року Томмі успішно навчався, після чого, 2007 року, переїхав до академії КАС, де пробув теж рік.
Влітку 2008 року скаути футбольного клубу «Брисбен Роар» на одному з переглядів помітили молодого гравця і одразу ж запропонували перейти в їх клуб та підписати професійний контракт. Таким чином влітку 2008 року Томмі розпочав свою кар'єру в професійному футболі. Дебютний гол Томмі забив у другому матчі сезону 2008/09, на останній хвилині, який став переможним для клубу Томмі.
У перші два роки виступів у новому клубі Томмі періодично з'являвся в основному складі і 2010 року був визнаний найкращим молодим гравцем А-ліги та включений до символічної збірної чемпіонату. За два роки головний тренер дав молодому гравцеві зіграти в 26 матчах чемпіонату, в яких Оур забив 2 м'ячі.
2 квітня 2010 року Оур, разом зі своїми співвітчизниками та партнерами по команді Майклом Зулло та Адамом Саротою, уклав 5-річний контракт з нідерландським «Утрехтом». 15 липня Томмі дебютував за новий клуб у грі з албанською «Тираною» в рамках другого кваліфікаційного раунду Ліги Європи, провівши на полі 5 хвилин.. 22 вересня 2011 року забив свій перший гол, вразивши ворота «Де Графсхапа» у матчі Кубка Нідерландів.
Наразі встиг відіграти за команду з Утрехта 83 матчі в національному чемпіонаті.

## Виступи за збірні
Протягом 2008–2011 років залучався до складу молодіжної збірної Австралії. На молодіжному рівні зіграв у 23 офіційних матчах, забив 4 голи.
3 березня 2010 року дебютував в офіційних матчах у складі національної збірної Австралії у відборі на Кубок Азії 2011 року. Оур відіграв увесь матч та отримав жовту картку, а австралійці перемогли з рахунком 1:0. Влітку того ж року був у розширеному списку учасників чемпіонату світу в ПАР, але в остаточну заявку не потрапив.
Наступного року у складі збірної поїхав на Кубок Азії 2011 року в Катарі, на якому його команда дійшла до фіналу, але Томмі так і не вийшов жодного разу на поле.
2014 року потрапив у заявку збірної на чемпіонат світу в Бразилії.
Наразі провів у формі головної команди країни 15 матчів, забивши 1 гол.

## Титули і досягнення

### Командні
- Володар Кубка Азії: 2015
- Срібний призер Кубка Азії: 2011

### Індивідуальні
- Найкращий молодий гравець А-Ліги: 2009-10
- У символічній збірній А-Ліги: 2009-10